# Монбазон, Луи VII де Роган
Луи VII де Роган (фр. Louis VII de Rohan; 1562 — 1 ноября 1589), 1-й герцог де Монбазон, пэр Франции — французский аристократ.

## Биография
Сын Луи VI де Рогана, принца де Гемене, графа де Монбазона, и Леонор де Роган, дамы де Жье и дю Верже.
Отличился в войнах своего времени; указан, как Луи, сеньор де Гемене, капитан ордонансовой роты из 30 копий, рыцарь ордена короля, в квитанции на 450 турских ливров, которую он дал Клоду де Лиону, штатному военному казначею, и датированной 14 февраля 1563.
Жалованной грамотой Генриха III, данной в 1588 году и зарегистрированной Парламентом 17 апреля 1589, графство Монбазон было возведено для него в ранг герцогства-пэрии. В 1589 году участвовал в осаде Парижа. В первом акте о признании королем Генриха IV принцами и сеньорами королевской армии подпись Монбазона стоит с именами герцогов Лонгвиля и Пине-Люксембурга и после принцев крови.
В 1581 году подписал брачный контракт с Мадлен де Ленонкур (1576—1602), дочерью Анри III де Ленонкура и Франсуазы де Лаваль. Поскольку невесте было всего шесть лет, брак так и не был консуммирован, и позднее Мадлен вышла замуж за его брата Эркюля, 2-го герцога де Монбазона.
Имел внебрачного сына Франсуа де Буатоно (Буатенана), легитимированного и аноблированного 7 сентября 1634. У того был сын Самюэль де Буатоно, дополнительно легитимированный жалованной грамотой, данной 21 апреля 1668 и верифицированной 23 сентября 1669.
Поскольку герцог де Монбазон умер раньше своего отца, отец Ансельм и Обер де Ла-Шене де Буа не дают ему порядкового номера и считают Луи VII его племянника, 3-го герцога де Монбазона.